# 白元
株式会社 白元（はくげん）は、かつて防虫剤、脱臭剤、化粧品、殺虫剤などを製造販売していた総合日用品メーカーである。

## 概要
創業者の鎌田泉が1923年（大正12年）に、自らの経営により防虫剤・防臭剤の製造販売を開始する。1950年（昭和25年）に株式会社へ改組すると、のちに1953年（昭和28年）に蛍光染料「白元」を発売。これが同社の看板商品となったことで、さらに化学技術を進め、防虫・防臭方面に拡大を続けてゆく。
1972年（昭和47年）には液体靴下止め「ソックタッチ」を発売。これを機に社名を現在の「白元」に改称する。
パラジクロルベンゼン系衣服用防虫剤「パラゾール」を始め、冷蔵庫用脱臭剤「ノンスメル」、使い捨てカイロ「ホッカイロ」、ピレスロイド系衣服用防虫剤「ミセスロイド」、保冷枕「アイスノン」など息の長いヒット商品が多く、業界屈指のロングセラーメーカーとして知られていた。また、2001年（平成13年）より、大正製薬からの商標貸与によって殺虫剤事業に参入している他、キング化学や大三を傘下に収めたことで、「快適ガードプロ」や「バスキング」をはじめとする衛生用品・入浴剤事業にも参入した。
その後は他社との競合激化などから、資金負担が重いカイロ事業を興和に売却した他、住友化学に対し第三者割当増資を実施するなどして、経営改善に努めてきたが、4代目社長の鎌田真が主導した「押し込み販売」などからなる杜撰な経理状況が明らかとなり、金融機関との協議が決裂。2014年5月29日に東京地裁へ民事再生法の適用を申請した。これにより創業家出身の鎌田真社長は引責辞任した。子会社の内、大三とコットン・ラボの2社の株式は、大三が同年6月30日に、コットン・ラボが同年8月21日にそれぞれ丸三産業へ譲渡され、同時にグループから離脱した。
民事再生スポンサー入札には同業のアース製薬やエステーの他にも、投資ファンドも入札したが、エステーは最終入札には参加しなかった。2014年7月31日に民事再生スポンサーの選定先が発表され、アース製薬を民事再生スポンサーに選定すると同時に、白元がアース製薬に白元の全事業を75億円で譲渡する契約を締結した。アース製薬は8月5日に白元の受け皿となる完全子会社「白元アース株式会社」を設立した。
2014年9月1日付で白元は、白元アースへ白元の全事業と従業員347名、5つの工場、有形固定資産・無形固定資産・知的財産・子会社株式・売掛金・買掛金・棚卸などの資産や負債を譲渡したと同時に「ゴキブリゾロゾロ」などの一部製品の製造も終了した。子会社の内、株式会社マザーズ（後に白元アースへ吸収合併）・香港白元有限公司・白元家庭用品（深圳）有限公司に関しては、白元アースへ譲渡されたが、UNI-KING OF HAWAII, INCに関しては白元アースへ譲渡されなかった。事業譲渡手続き終了後も白元は清算手続を進め、2016年9月30日に清算手続が結了し、法人格が消滅した。

## 沿革
- 1923年（大正12年）：創業者・鎌田泉により、白元の前身となる鎌田商会を設立[2]。防虫剤、防臭剤の個人製造を開始する[2]。
- 1950年（昭和25年）：株式会社に改組し、株式会社鎌田商会を設立[2]。
- 1953年（昭和28年）：蛍光染料「白元」を発売[2]。看板商品となり、後の社名変更に影響。
- 1954年（昭和29年）7月29日：原因不明の失火により足立工場を焼失[2]。企業再生を宣言し、この日を設立記念日とする[2]。
- 1958年（昭和33年）：洋服ダンス用防虫剤「パラゾール」発売[2]。同社を代表する看板商品となる。
- 1963年（昭和38年）：冷蔵庫用脱臭剤「ノンスメル」発売[2]。後に脱臭剤は同商標で統一。
- 1965年（昭和40年）：保冷袋「アイスノン」発売[2]。後にアイスノンは保冷枕で一躍有名となり、保冷枕の代名詞として知られるようになる。
- 1967年（昭和42年）：大阪営業所を株式会社カマダとして分社化[2]。翌1968年（昭和43年）に日本樟脳油販売株式会社の製造部門を吸収合併する。
- 1971年（昭和46年）：本社ビル竣工[2]。
- 1972年（昭和47年）：「ソックタッチ」の発売を機に株式会社鎌田商会から株式会社 白元に社名変更[2]（それまでは一般的な呼び方が「鎌田商会」よりも「パラゾール・白元本舗」の方が馴染んでいた）。
- 1974年（昭和49年）
  - 1月：名古屋営業所を白元中部販売株式会社として分社化[2]
  - 3月：株式会社カマダが白元西部販売株式会社に商号変更[2]
  - 12月：白元商事株式会社を設立[2]
- 1975年（昭和50年）：白元化工株式会社を設立[2]
- 1976年（昭和51年）：かもめ流通株式会社を設立[2]
- 1979年（昭和54年）：盛岡営業所を白元東北販売株式会社として分社化[2]
- 1980年（昭和55年）：使い捨てカイロ「ホッカイロ」発売。ユニークなCMの宣伝効果もあり、一躍ヒット商品となる。
- 1988年（昭和63年）：ニオイのつかない防虫剤「ミセスロイド」発売。エステー化学の「ムシューダ」と共にシェアを寡占する。
- 1989年（平成元年）：白元東部販売株式会社を設立[2]
- 1991年（平成3年）：株式会社テクノンに資本参加[2]
- 1994年（平成6年）
  - 1月：販売会社5社（白元中部販売・白元西部販売・白元商事・白元東北販売・白元東部販売）を吸収合併[2]
  - 12月：株式会社白元フォンテムを設立[2]
- 1996年（平成8年）：白元プロダクト株式会社を設立[2]
- 1998年（平成10年）：白元恒産株式会社を設立[2]
- 1999年（平成11年）：ヤマト・インダストリー株式会社と合弁でサイズロック株式会社を設立[2]
- 2000年（平成12年）
  - 2月：大正製薬株式会社から殺虫剤の販売に関する商標使用権を期限付で借り入れ、統一ブランド「ワイパア」で殺虫剤事業に参入。動機は、夏の主力商材を摸索していた（春秋は防虫剤、冬はカイロが主力だが、夏は決め手に欠いていた）背景がある。
  - 9月：明治薬品工業株式会社を100%子会社化[2]
  - 10月：高知県の中堅衛生用品メーカー大三株式会社及びグループ会社の株式会社大三メディカルを100%子会社化[2]
- 2002年（平成14年）
  - 4月：株式会社テクノンが白元プロダクト株式会社を吸収合併、物流部門をかもめ流通株式会社へ統合、栗橋工場が株式会社サイズロックへ業務移管される[2]。
  - 10月：株式会社マザーズ、白元工業株式会社を設立[2]
- 2003年（平成15年）
  - 4月：株式会社大三メディカルが株式会社白元トレーディングに商号変更[2]
  - 10月：和歌山県の中堅殺虫剤メーカーキング化学株式会社を100%子会社化[2]。
- 2005年（平成17年）
  - 株式会社白元トレーディングと株式会社白元恒産が合併し、株式会社白元商事に商号変更[2]
  - サイズロック株式会社・白元化工株式会社・白元工業株式会社の3社が合併し、株式会社白元化工に商号変更[2]
  - 明治薬品工業株式会社の製造をキング科学株式会社に継承し、マザーズ株式会社・株式会社白元フォンテム・明治薬品工業株式会社の3社が合併し、株式会社マザーズに商号変更[2]
- 2006年（平成18年）
  - 4月：鎌田真が代表取締役社長に就任
  - 大三株式会社及びキング化学株式会社の家庭用品部門の営業部門を統合[2]。入浴剤（バスキング）や衛生用品がカテゴリに加わる。
  - 株式会社白元化工が株式会社テクノンを吸収合併[2]
  - 米原物流センターをかもめ流通株式会社から移管[2]
- 2007年（平成19年）：株式会社白元化工、株式会社白元商事を吸収合併[2]
- 2008年（平成20年）
  - 2月：かもめ流通株式会社を吸収合併[2]
  - 4月：株式会社白元ワークスを設立[2]
- 2009年（平成21年）：キング化学株式会社を吸収合併[2]。これにより、「バスキング」などの入浴剤や「グリーンゾル」などの製造を行うようになる（営業部門の統合により、既に白元ブランド化した製品もあった）。
- 2010年（平成22年）：株式会社白元ワークスを吸収合併[2]
- 2011年（平成23年）：丸三産業株式会社との共同出資により、コットンを中心とした医療用品や衛生用品等の製造・販売を行うコットン・ラボ株式会社を設立し、営業開始。
- 2013年（平成25年）：第三者割当増資により、当社株式の一部を住友化学株式会社が取得し、同社からの出資を受ける。
- 2014年（平成26年）
  - 1月15日：日本国内での使い捨てカイロ事業の販売を同年4月に興和株式会社へ譲渡することを発表。使い捨てカイロの製造については、1月に興和株式会社との合弁会社として興和白元古河ファクトリー株式会社（現・興和古河ファクトリー株式会社）を設立し、分社化[16]。
  - 5月29日：民事再生法の適用を東京地裁へ申請。社長、鎌田真が引責辞任。
  - 6月1日：社長代行に間瀬和秀（前取締役）が就任。
  - 6月5日：民事再生手続開始決定。
  - 6月30日：大三株式会社の株式を丸三産業株式会社に譲渡。
  - 7月31日：民事再生スポンサーにアース製薬を選定。同時にアース製薬に白元の全事業並びに株式会社マザーズ・香港白元有限公司・白元家庭用品（深圳）有限公司の株式を75億円で譲渡する契約を締結。8月5日にアース製薬が白元の事業の受け皿になる完全子会社「白元アース株式会社」を設立。
  - 8月19日：東京地裁がアース製薬への事業譲渡を許可[17]。
  - 8月21日：コットン・ラボ株式会社の株式を丸三産業株式会社に譲渡。
  - 8月27日：東京地裁から再生計画案の提出期限を、9月26日まで伸長されることが認められる[18]。
  - 9月1日：アース製薬の完全子会社である白元アース株式会社に白元の事業並びに株式会社マザーズ（後に白元アースへ吸収合併）・香港白元有限公司・白元家庭用品（深圳）有限公司の株式を譲渡。事業譲渡後も白元は民事再生手続継続。
  - 11月26日：東京地裁から9月26日に提出した再生計画案の認可を受ける[19]。
- 2016年（平成28年）9月30日：民事再生手続が結了。同時に法人格消滅[15]。93年の歴史に幕。

## 発売していた主な商品
カイロ製品などの一部製品以外は2014年9月1日付で白元アースへ譲渡
△印:大三製造品
☆印:旧キング化学製造品
蛍光染料
- 白元

防虫剤
- ミセスロイド - ニオイのつかないピレスロイド系防虫剤。世界初のウールマーク認定品（一部製品を除く）で、防虫剤初の黄ばみ防止機能（きもの用など一部製品を除く）・文字が浮き出るおとりかえサイン（カバー、きもの用など一部製品を除く）付き。洋服ダンス用は当初、「ミセスロイドハンガー」の商品名で販売されていたが、「白元の防虫専科」より独立後は「ミセスロイド洋服ダンス用」に改称された。
  - フローラルミセスロイド - 洗いたての香りがほのかに残る芳香タイプの防虫剤。ウールマーク認定品
  - ミセスロイドカバー - 当初は「ミセスロイド防虫洋服カバー」として発売。後に「ミセスロイド防虫カバー」に改称された。
  - ミセスロイドパック - セーター・毛皮用防虫パック。通気性の良い不織布製で、入れやすいマチ、中身が見える透明窓付。開封後約6ヶ月間有効。
  - 防虫除湿ミセスロイド - 除湿剤（塩化カルシウム製剤：ゼリー状に固めるタイプ）一体型。防虫、除湿共に効果は開封後6ヶ月間有効で、除湿剤全体がゼリー状に固まったら交換時期。この為、防虫剤におとりかえサインは搭載されていない。
  - ミセスロイドワン - （洋服ダンス用は洋服ダンス（500ℓ）1本に、引き出し・衣装ケース用は引き出し又は衣装ケース（50ℓ）1段に）1個で効くゲルタイプの防虫剤。開封後6ヶ月間有効で、ゲルの減り具合で交換時期が一目で分かる。
  - ミセスロイド ♥で守る防虫剤 - ハート型の揮散口、赤い薬剤紙にピンク色のケースをあしらった可愛い防虫剤。開封後6ヶ月間有効で、おとりかえサインは「Happy End」の文字が浮き出る仕様。
  - ミセスロイドきもの用 - 調湿剤配合で湿度コントロールと消臭効果も備えた着物用防虫剤
  - ミセスロイド防虫ほこりよけシート
  - 大切な一着 - スーツ・ジャケット・礼服からコート・ワンピースまで対応する、「大切な一着」の為のカバータイプ。開封後3年間有効だが、カートリッジポケットを装備しているので有効期間経過後は「ミセスロイド」（引き出し・衣装ケース用）を挿入してカバーを引き続き使える。（「パラゾールノンカット」も使用可能。）
- パラジク錠 - パラゾールの前身
- パラゾール - パラジクロルベンゼン（鎌田商会時代は「パラジクロールベンゾール」表記）系防虫剤。ウールマーク認定品。発売当初は洋服ダンス用（缶入り）のみ、後に引き出し・衣裳箱用も発売され、洋服ダンス用はポリ容器入りとなった。なお、洋服ダンス用の詰替用はどのパラゾール（洋服ダンス用）容器にも使用できる。
  - ネオパラゾール - 引き出し・衣裳箱用、袋入四隅カットタイプ。ナフタリンの約400倍の効果で、特に毛織物には理想的な防虫剤とされ、また過量に使っても衣類の地質染色等を傷めることは絶対にないとされていた。（標準使用量は引き出し1段につき5袋以上）缶入りとビン入りとがあった。「パラゾール」（引き出し・衣裳箱用）へ継承
  - パラゾールノンカット - 和紙に特殊コーティングを施したガスコントロール包装により切らずに使え、効果が長期に渡って安定、しかも残量が一目で分かる引き出し・衣装ケース用防虫剤。お徳用は当初1Kg入り、かつ持ち帰りに便利なハンディータイプ（把手付）であったが、原材料の高騰や少子化の影響により800gに減量され、同時に把手も外された。
- パラメイト - 「パラゾールノンカット」の廉価版。お徳用1Kgのみのラインナップで、薬局・薬店・ドラッグストア向け商品であった。「パラゾールノンカット」お徳用のマイナーチェンジに合わせ、外袋の切り口に直進カットシステム「OCカット」が装備され、ハサミを使わず手でまっすぐ切れるよう改良された。
- パラノンカット - 「パラゾールノンカット」のマツモトキヨシ向け商品
- きものしょうのう - 着物用防虫剤（樟脳製剤）。
- わらべ - 人形用防虫剤（ナフタリン製剤）。シートタイプの調湿剤もラインナップする。
  - ニューわらべ - ニオイのつかないニュータイプ（エムペントリン製剤）
- 植物生まれの防虫剤 - 天然木の抽出オイル（ターピネオール）を配合した自然派防虫剤。使用後は燃やせるゴミとして捨てることができる。
- パラハーブ1/3 - パラジクロロベンゼンに天然ハーブを追加処方した、使用量1/3（パラゾールノンカット比）の引き出し用防虫剤
- ナフタッチ - 引き出し・衣装ケース用防虫剤（ナフタリン製剤）。1987年発売。白元の防虫剤新ブランド「防虫専科」第一号製品。その直後の「パラゾール」（洋服ダンス用）ポリ容器形状改良を機に、同ブランドは「白元の防虫専科」と改称、本品の商品名も「白元ナフタッチ」と改称。なお、白元のせんい製品防虫剤でナフタリン製剤は本品のみであった。また、「白元の防虫専科」ブランドの防虫剤は、違う製剤との混用による事故を回避する為、製剤（成分）ごとにパッケージの色を決め（赤：パラジクロロベンゼン（「パラゾール」）、緑：ナフタリン（本品）、紫：しょうのう（「きものしょうのう」）、青：ピレスロイド（「ミセスロイド」））、統一していた。本品終売を機に、本ブランドの（「パラゾール」（「ノンカット」を除く）を除く）防虫剤は、以前からの各ブランドでそれぞれ独立したが、各商品のパッケージの色やデザインはそのまま継続された。後に、「白元の防虫専科」は「白元の防虫剤」と改称されたが、やがて「パラゾール」（引き出し・衣装ケース用）が「パラゾールノンカット」に機能統合される形で終売となり、最終的に本ブランドの防虫剤は「パラゾール」（洋服ダンス用本体）のみとなった。白元アースに継承の際、本ブランドも「白元アース防虫剤」と改称された。
- 毛皮保存パック
- アルコート - 防虫衣裳箱
- フレグナー - 引き出し・衣装ケース用陶器製芳香剤。防虫効果は無いが、防虫剤（パラジクロロベンゼン製剤を除く）と併用できる。

除湿剤
- ドライ＆ドライ - 塩化カルシウムにバーミキュライトを追加処方した、水漏れしない（水にならない）家庭用除湿剤。1982年発売、当初は「ドライアンドライ」であった。表面ラベル中央の円（インジケーター）が青色に変化した時が交換時期。（商品名が変わる時期の製品では、雲のイラストが変色する仕様であった。）詰め替えタイプ。「カメラ・ビデオ用」（但し、使い捨てタイプ）もラインナップされていた。
- ドライ＆ドライ水たまり - 薬剤袋が詰め替え可能な水ためタイプの家庭用除湿剤
- ドライ＆ドライ吸うアゲン
- ドライ＆ドライUP
  - フローラル・ドライ - 2012年2月発売。ドライ＆ドライUPの姉妹品で、業界初の香り付き除湿剤。香りは、フローラルミセスロイド同様、フローラルブーケの香りとフローラルソープの香りの2種類があり、フローラルミセスロイドと併せて使用できる。それぞれ5OOmlの貯水タイプと洋服ダンス用、引き出し・衣装ケース用がある。

殺虫剤
- ワイパア
  - ワイパア 殺虫ゾル【防除用医薬部外品】
  - ワイパア 4倍噴射【防除用医薬部外品】
  - ワイパア 蚊取り線香【防除用医薬部外品】 - 大正製薬からの商標引継ぎ当初は紀陽除虫菊（金鳶／夕顔）からのOEMだったが、その後傘下としたキング化学製（キング香のOEM）に移行し、同社の合併で実質的に自社生産となった。
  - ワイパア ゼット【防除用医薬部外品】 - ウジ殺し剤（大正製薬からの譲受時、「リゾ」から改称）
  - ワイパア ハエゾロゾロ ハエとりフェロモン - 発売当初は「ワイパア ハエとりフェロモン」。殺虫剤を使用せず、誘引剤とフェロモン粘着シート（青色）でハエを捕獲する、ハエとりリボンの進化形。洋室にも合うスタイリッシュな外観が特徴。
  - ゴキブリワイパア【医薬部外品】 - フェニトロチオンマイクロカプセル配合、第3世代ゴキブリ誘引殺虫剤。
  - ワイパアワンG【防除用医薬部外品】 - 約9畳の広い場所でも1個で効くゴキブリ用殺虫剤。キッチンや収納庫の隅に設置できるコーナー用もある。
  - ワイパアワン【防除用医薬部外品】 - キッチンに1個置くだけで効果を発揮するゴキブリ用殺虫剤。
  - ワイパア ホウ酸ダンゴ【医薬部外品】 - ゴキブリ誘引殺虫剤（ホウ酸製剤）
  - ワイパア ゴキブリ殺虫ゾル【防除用医薬部外品】 - ジェットタイプのゴキブリ用エアゾール
  - ワイパア ゴキブリゾロゾロ
  - ワイパア ゴキブリゾロゾロ床暖
  - ワイパア ゴキとりフェロモン スキマジック - 幅4cmのスリム形状のゴキブリ捕獲器。ゴキブリが逃げ込みそうな細い道に。
  - ワイパア ペタッとポイ - 触れずに死んだゴキブリの後始末ができるゴキブリ用捨て棒
  - ワイパア ゴキパオ - 殺虫剤を使わず、アクリル樹脂の泡でゴキブリを瞬時に固める捕獲剤。
  - ワイパア 害虫殺虫ゾル - 2種類のピレスロイドにカルバリルを追加処方したジェットタイプの不快害虫用エアゾール
  - ワイパア 害虫イナイ＆コナイ - 全量噴射タイプの不快害虫用殺虫剤
  - ワイパア アリ殺虫ゾル - ジェットタイプのアリ用エアゾール
  - ワイパア ネズミゾロゾロ
- グリーンゾル【防除用医薬部外品】☆
- やわらか半生ホウ酸ダンゴ【防除用医薬部外品】☆
- 虫よけぬるスキンブロック【防除用医薬部外品】
- ダニハーブ【医薬部外品】 - 天然ハーブ（ハッカ油）を有効成分とするダニ用防殺虫エアゾール。畳（表面）・カーペットの他、今まで処理できなかったふとん、まくらにも使える。（異常繁殖した室内塵性ダニ類の駆除には適さない。）
- ダニハーブ ふとん圧縮袋用【防除用医薬部外品】 - ふとん圧縮袋内に潜んだダニを薬効ハーブの力で駆除
- ムシノン【医薬部外品】 - ダニ用防虫シート
- ダニ検知セット - ダニ検知シート（3枚入り）とスコープで構成。ダニの気になる場所にシートを敷き、2日後、スコープで観察する。シートに殺虫剤は含まれず、粘着剤でダニを捕らえる。シートのみのスペア（5枚入り）もラインナップされていた。
- ジェットハーブ【医薬部外品】 - 天然除虫菊エキス（ピレトリン）を有効成分とする、ジェットタイプのハエ・蚊用殺虫剤
- 風 - コードレスで虫を落とす、球形の電池式虫よけ器具（不快害虫用）。電池式にしては珍しい液体タイプ。
- パッカー - 特殊ハニカム構造を採用した火・電源不要の虫よけ器具。（不快害虫用）目的の場所に設置後、ボタンを押すだけでハニカムが開き虫よけがスタートする。
- アリストッパー - 駆除+侵入防止のアリ用防殺虫剤。ムース・微粒剤の2タイプ、ムースタイプは散布後1日泡が残る。

脱臭剤
- ノンスメル - 冷蔵庫用ではシェア国内トップ
  - ノンスメルワイド - 大型冷蔵庫用
  - ノンスメルスカイ - 防菌成分二酸化塩素を配合し、庫内クリーン効果をプラスした冷蔵庫脱臭剤。ゲルの減り具合で取り替え時が見えるインジケーター付。（防菌成分はインジケーター内のゲル（白色）に含有）冷凍庫、冷凍室ではゲルが凍結し防菌成分の効果が劣る。
    - ノンスメルスカイL - 上記製品の大型冷蔵庫用

  - フリーザーノンスメル - 冷凍庫専用脱臭剤
  - 野菜室ノンスメル - 活性炭にパラジウム触媒を追加処方し、野菜の鮮度保持（エチレンガス吸着作用による）効果をプラスした野菜室専用脱臭剤

住居関連
- トイレボールカラー - 小便器用消臭剤
- オーダー平型
- オーダーフラワー
- オーダーL
- オーダーメルヘン
- ブルーオーダー
- ホームチェイス - 香りの強さが3段階に調節できる、リキッドタイプの芳香剤
- フレーバップ - 窓に貼る“香りのステンドグラス”
- パッパ - 携帯用消臭剤
- めざましアローム - 朝がつらい人用、香りの目覚まし時計（電子音アラーム付）
- アライン - トイレ・タイル洗浄剤（酸性タイプ）
- クリンブルー - 水洗トイレ用オンタンク芳香洗浄剤（使い捨てタイプ）。「ヨーチル」へ継承
- ヨーチル - クリンブルーの改良品。容器デザインが若干変更され、新たに酵素が配合された。
- ヨーチル＆ヨーチル - 新じわじわフィルターを搭載した詰め替えタイプ
- マッハ - 浄化槽用分解促進剤（活性バクテリア製剤）。浄化槽式トイレ（大便器）に袋のまま流して投入する。
- プルンパ
- キレイシート△ - フローリングワイパー用シート。トイレ用シートもある。

台所関連
- 在宅菌務 - 米びつ用虫よけ剤
- 排水口ヌメリ取り△
- NEW排水口ヌメリ取り△
- 流し台のヌメリとり☆
- 流し台のヌメリとりマイルド☆
- 油吸わせ隊・油固め隊△ - 廃油処理剤
- ダスポン - 和紙製水切りゴミ袋。エコマーク対応。元々は呉羽化学工業（現・クレハ）からの導入品であった。発売当初は三角コーナー用のみであったが、1991年より排水口用も発売された。白元に移管後、呉羽化学工業では独自の新ブランド「ダストマン」を立ち上げる。
- ダスポンUP! - 台所用水きりゴミ袋。エコマーク対応。
- マイネ - 塩素を使用しない次世代食品包装用ラップフィルム（ポリブタジエン使用）。白元の台所用品新ブランド「白元の台所専科」第一号製品。なお、同ブランドの製品は本品と「ダスポン」のみであった。
- 環境派宣言
  - ゴミからのダイオキシン減らします - ゴミ焼却時に発生するダイオキシンを吸着・抑制する燃えるゴミ用振りかけパルプ・水切りゴミ袋（排水口用・三角コーナー用）・家庭用ゴミ袋
  - お部屋のホルムアルデヒド減らします - 新築住宅特有の不快感の原因となるホルムアルデヒドの吸着剤。置き型・エアコン取付型の2種類、置き型は詰め替えタイプ。
  - 有害な水道水中の塩素減らします - ティーバッグタイプの浄水パック。飲料水用（10パック入）・風呂水用（5パック入）の2種類、風呂水用は1パックで3回まで使用可能。（飲料水用は機能・衛生上の理由により1パックにつき1ℓまで、かつ1回限りの使用となっている。）
- お茶パック△

入浴剤
- バスララ【医薬部外品】
- 効素箋【医薬部外品】
- バスキング【医薬部外品】☆
  - ホッカイロの湯【医薬部外品】☆
- お風呂にポン☆ - 風呂水清浄剤

使い捨てカイロ
- ホッカイロ

保温具
- ゆたぽん
  - スチームゆたぽん
  - ぼくゆたぽん

保冷剤
- アイスノン - 保冷枕・冷却シート（熱すっきりアイスノンシート）・冷却スプレー（どこでもアイスノンEX）など。

化粧小物
- STFオイルクリアフィルム - あぶらとり紙
- VIENTE - 美容用品
- シェイプTBC - 美容用品
- at! - ストッキング伝線防止スプレー
- ぬるホッカイロ - 温感クリーム

靴下止め
- ソックタッチ - ルーズソックスの普及により、息を吹き返した

化粧コットン
- めくるコットン△
- CSビーイング△

マスク・衛生用品
- 快適ガードプロ△ - ノーズクッションでメガネの曇りを防ぐマスク。ウエットフィルター付の「加湿立体タイプ」もラインナップする。
- スーパーガードプロ - N95マスク
- 消毒ガードプロ【指定医薬部外品】
- ピュアスティックス△ - 綿棒
- サニーク△
- ママとベビーの清浄綿【医薬部外品】△

使い捨てビデ・ナプキン
- セペ△
  - プチシャワー・セペ【管理医療機器】
  - セペ 流せるナプキン【医薬部外品】 - 本体だけでなく、包みやテープもトイレに流せるナプキン。

カー用品
- カーノンスメル
- アイスレザー
- O2Supli - 香り付き酸素スプレー（アロマテラピー応用商品）

## テレビ番組
- 日経スペシャル ガイアの夜明け “国民病”を退治せよ～花粉症対策は森林再生にあり（2008年4月15日、テレビ東京）[20] - 花粉症マスク市場の前線を取材。

## 番組スポンサー
- こんにちはふるさとさん（フジテレビ、1970年） - 「パラゾール白元」名義で提供。
- まんが日本昔ばなし（毎日放送） - 第1期（NET系列）のみ提供。
- クイズ!年の差なんて（フジテレビ、木曜19時枠時代） - 司会の山田邦子が「ミセスロイド」のCMに出演していた。
- 月曜ドラマランド（フジテレビ）
- 木曜劇場（フジテレビ）- 1987年頃（『クセになりそな女たち』等）に提供[注 1]。
- 平成教育委員会（フジテレビ）
- ズームイン!!朝!（日本テレビ）
- TVジョッキー（日本テレビ）
- 噂の刑事トミーとマツ（TBS）
- アッコにおまかせ!（TBS）
- 痛快なりゆき番組 風雲!たけし城（TBS）
- 金曜テレビの星!（TBS） - 番組初期に提供。
- 関口宏の東京フレンドパークII（TBS）
- 金曜ドラマ (TBS)[注 2]